# Jenny Geddes
Jenny Geddes, född 1600, död 1660, var en skotsk protestantisk aktivist.
Kung Karl I av England försökte efter sin skotska kröning 1633 introducera anglikanismen i Skottland. Skottland hade en mycket strängare version av protestantismen än England, och ansåg att anglikanismen i princip var en form av katolicism. Den 23 juli 1637 debuterade anglikanismen i St Giles' Cathedral(en) i Edinburgh, där prästen John Hanna på monarkens önskan förrättade gudstjänsten enligt anglikansk ritual. Detta orsakade ett upplopp i kyrkan lett av en församlingsbo, försäljaren Jenny Geddes, som kastade sin stol på predikanten medan hon protesterade mot hans "katolska" förrättning. Hon och flera andra kastades då ut från katedralen. Demonstranterna samlades då utanför kyrkan. Protesterna spreds i hela staden; till andra städer över hela Skottland och ledde till biskopskrigen mellan England och Skottland.